# 平沼橋
平沼橋（ひらぬまばし）は、神奈川県横浜市西区に架かる新横浜通りのアーチ橋である。帷子川と、川の右岸（南東側）に沿うJR東海道本線・横須賀線・相鉄本線の線路を渡る。本項では、1928年まで平沼橋と称していた元平沼橋（もとひらぬまばし）についても述べる。

## 歴史
1859年（安政6年）の横浜港開港に際し東海道と横浜港を結ぶ横浜道が造られ、初代の平沼橋は、新田間川を渡る新田間橋、石崎川を渡る石崎橋（現在の敷島橋）とともに架けられた。1928年（昭和3年）には帷子川と線路を渡る新たな平沼橋が架けられ、それまでの橋は元平沼橋と呼ばれるようになった。平沼橋は1988年（昭和63年）より架け替え工事に着手。工事は電車の運行が終了した深夜帯に行われ、約10年の歳月をかけて1997年（平成9年）4月に完成した。

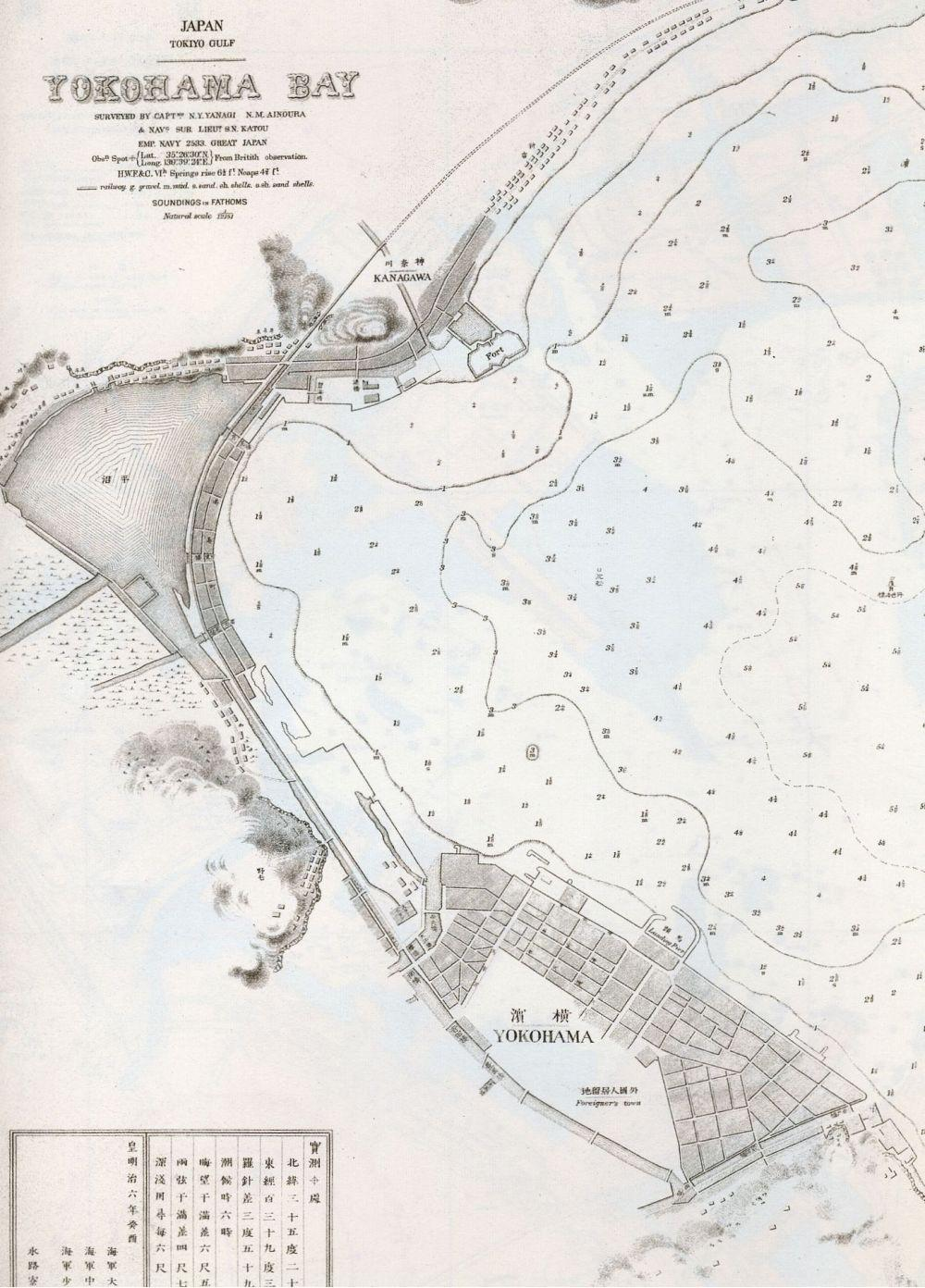
左上の色が濃い部分が平沼（現在の北幸・南幸）、その下側が平沼新田（現在の平沼）。 日本海軍水路寮作成の海図（1874年発行）より
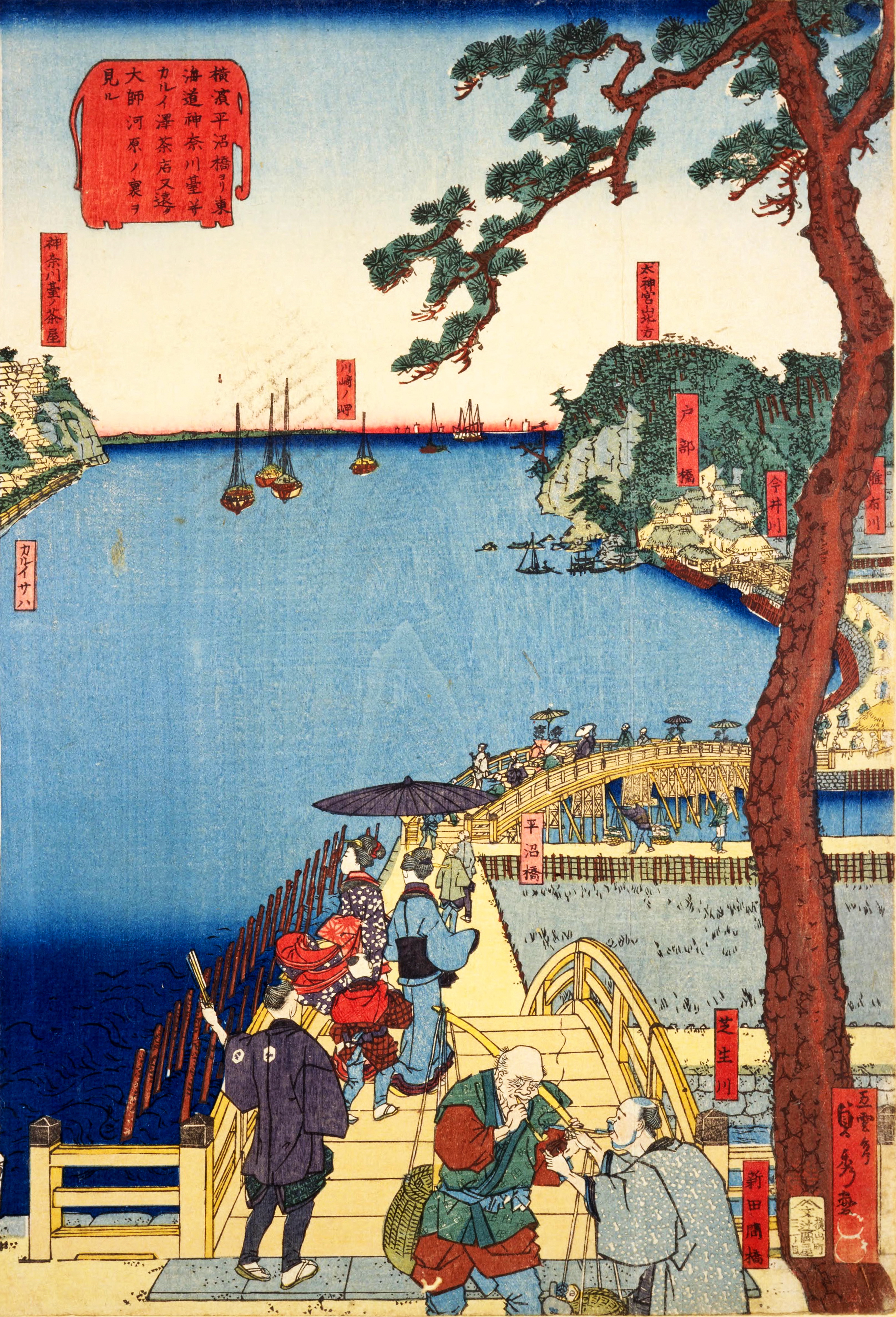
江戸時代（1860年頃）の横浜道。中央にある橋が平沼橋、左側の水面が袖ケ浦（のちの平沼）。（五雲亭貞秀（歌川貞秀）の横浜絵より)

## 元平沼橋

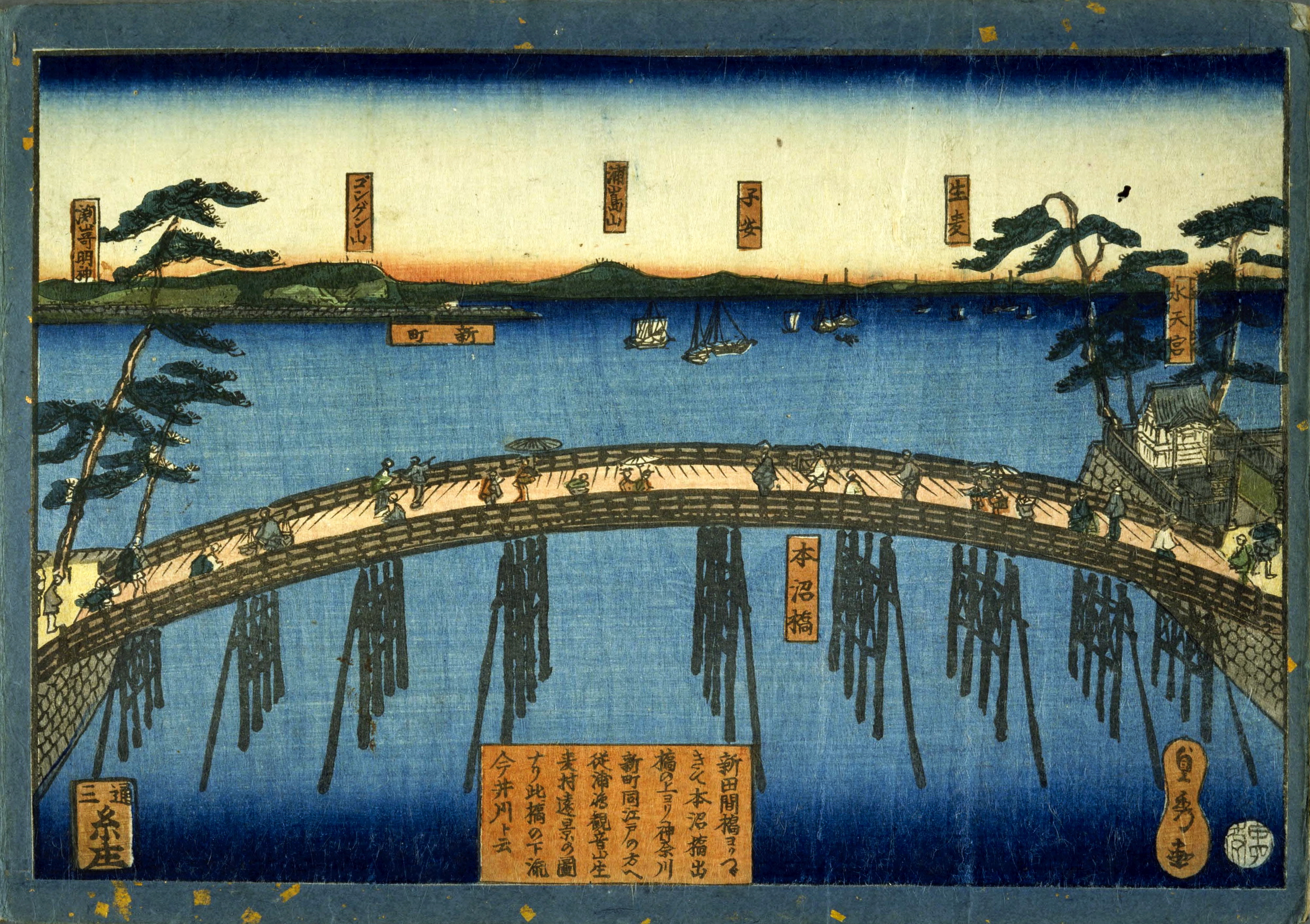
元平沼橋の場所にあった本沼橋（1860年頃）
右側の社は移転前の水天宮平沼神社

現在の元平沼橋は橋長28.1m・幅9mで、2005年に架け替えられた。以前は元平沼橋を渡った先にJRと相鉄線の線路を渡る踏切があったが、ピーク時には遮断時間が1時間のうち59分ほどにのぼる開かずの踏切であり、平沼橋架け替えにあわせ歩行者用エレベーターが整備されたことから、2004年（平成16年）11月1日に踏切は廃止された。

## 周辺
右岸は平沼一丁目、左岸上流側は岡野一丁目、同下流側は南幸二丁目となる。横浜駅に近く、昼夜を問わず交通量は多い。橋の北側の南幸地区は、飲食店や商業施設などが立ち並ぶ繁華街である。相鉄本線には本橋の名を冠した平沼橋駅があるが、改札口は本橋の反対にあたる西側にあり、帷子川を渡る橋としては平岡橋が近い。

## 隣接する橋
- 帷子川

（上流側） - 平岡橋 - 元平沼橋 - 平沼橋 - 相鉄ジョイナス・ムービル連絡橋 - 幸川合流部 - （下流側）